# Färgämne

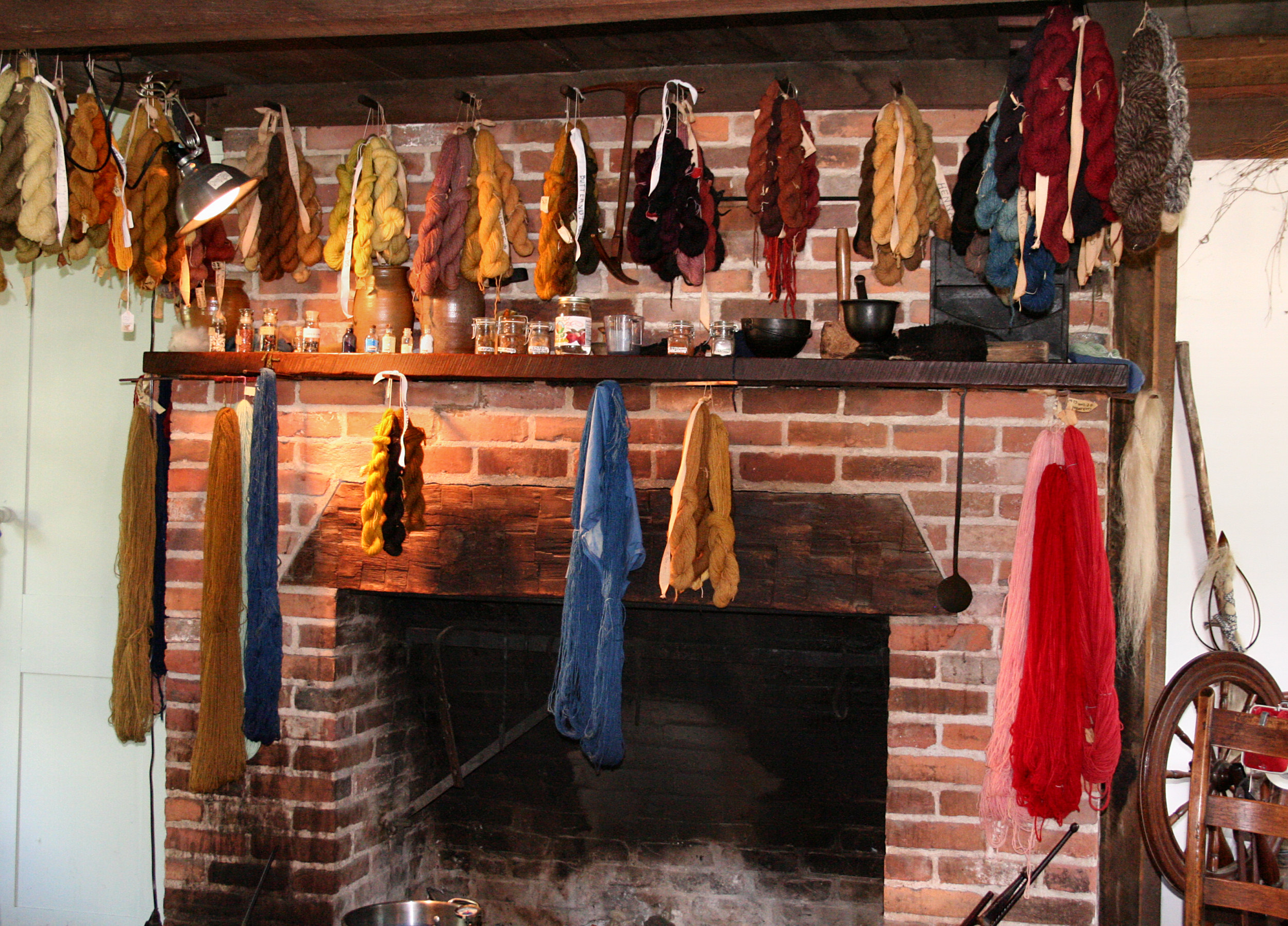
Garn som torkas efter att ha färgats med naturfärgämnen.

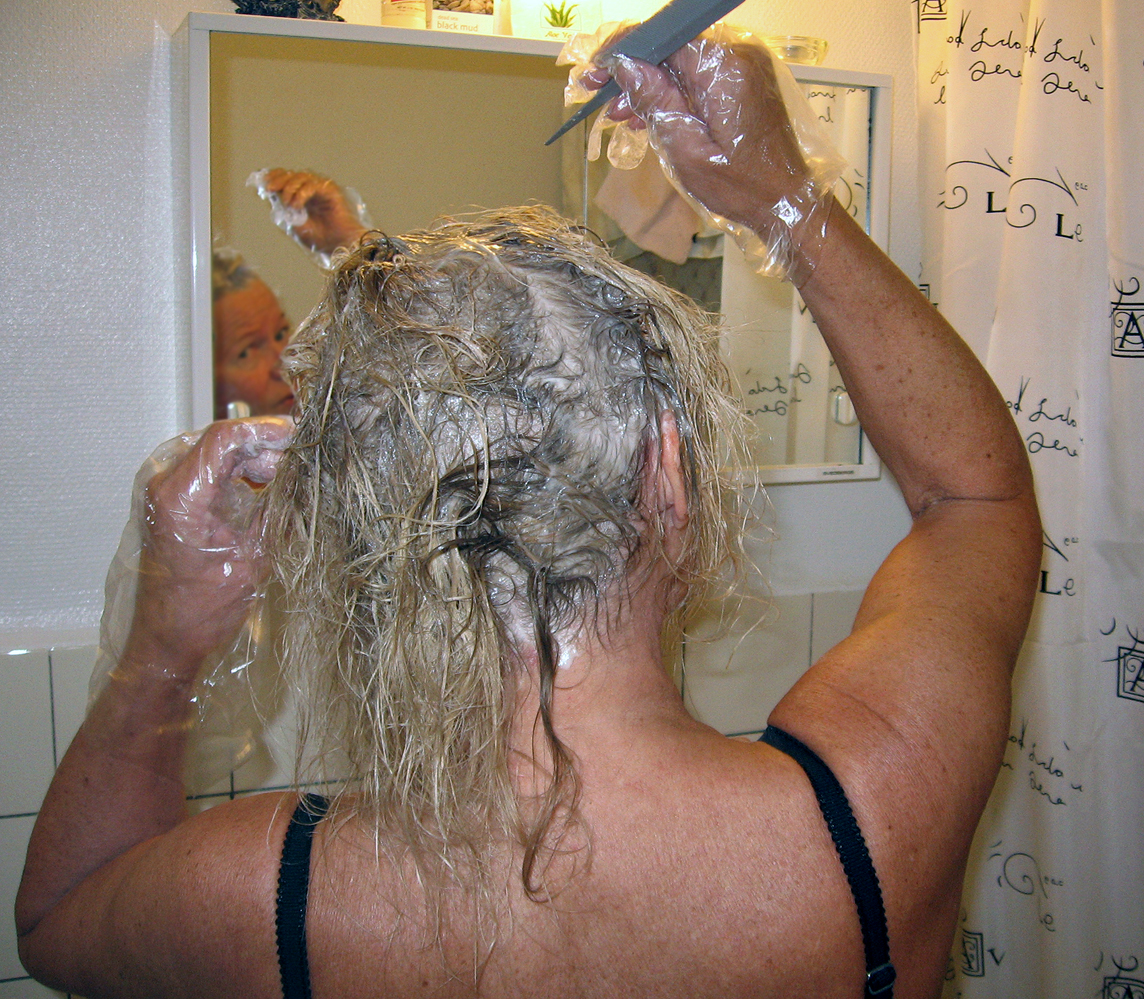
En kvinna färgar sitt hår blont med ett färgämne.

Ett färgämne är ett ämne som används för att ge färg åt ett föremål eller material. I strikt betydelse skiljer man mellan lösliga färgämnen (engelska dyes) och olösliga pigment men ofta används orden synonymt.  
Vid färgning av papper och textilier, vid betsning med mera används i allmänhet organiska färgämnen, till exempel växtfärger eller syntetiska färger, som är lösliga i vatten, sprit eller liknande. Direktfärgämnen kan färga in materialet direkt, medan det för andra färgämnen krävs att materialet förbereds genom betning.  
Pigment kan på motsvarande sätt tillverkas genom att ett pulver färgas in, med eller utan betning. Sådana pigment kallas  traditionellt färglacker (inte att förväxla med lackfärger). 
Det första syntetiska färgämnet, mauvein, framställdes av William Henry Perkin 1856. Detta ledde snabbt till att syntetiska färgämnen ersatte naturfärgämnen i bland annat textilindustrin.
Det finns även ett antal ämnen som används som färgämne i livsmedel, livsmedelsfärgämnen. Dessa ämnen brukar anges som ett E-nummer i innehållsdeklarationen. Många av dessa ämnen är av naturligt ursprung och återfinns i naturligt tillstånd i form av vitaminer, som till exempel riboflavin.